# Chanel Iman
Pour les articles homonymes, voir Chanel et Iman.
 (août 2012).
Si vous disposez d'ouvrages ou d'articles de référence ou si vous connaissez des sites web de qualité traitant du thème abordé ici, merci de compléter l'article en donnant les références utiles à sa vérifiabilité et en les liant à la section « Notes et références ».
Chanel Iman Robinson est une mannequin et actrice américaine, née le 1er décembre 1990 en Géorgie.
De 2010 à 2012, elle est un Ange de la marque de lingerie Victoria's Secret. Chanel Iman est également la première femme métisse à défiler pour Gucci depuis que Tom Ford en est devenu le styliste, en 2005.

## Biographie

### Enfance
Chanel Iman Robinson est née à Atlanta, en Géorgie. Puis, elle a grandi à Los Angeles en Californie. Son père est afro-américain et sa mère est moitié coréenne, moitié afro-américaine. Pendant son enfance, elle déteste son prénom, et ira même jusqu'à se faire appeler Britanny au collège. Elle rêve de devenir mannequin depuis son plus jeune âge.

### Carrière

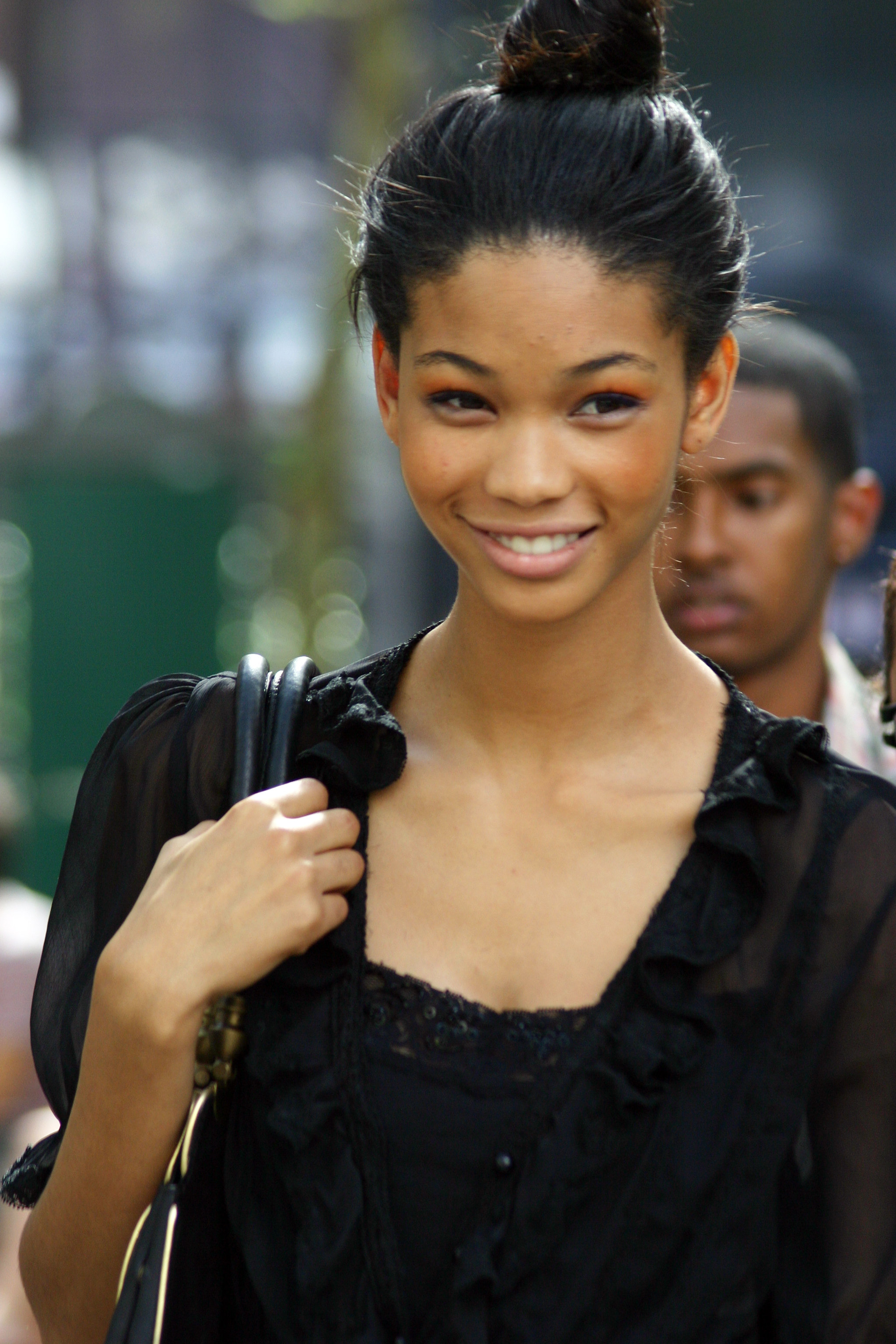
Chanel Iman le 9 9 2007.

À l’âge de treize ans, elle se présente dans des agences de mannequins avec le soutien de sa tante, et est remarquée très rapidement. Elle signera par la suite avec l'agence Ford. Chanel Iman débute ainsi sa carrière en posant dans des catalogues et magazines pour la jeunesse.
En 2006, Chanel Iman remporte la troisième place au concours de l'agence Ford, puis défile en février pour Anna Sui, Derek Lam, Marc Jacobs, et Proenza Schouler. Durant un défilé, elle surprit tout le monde en osant faire un clin d'œil à Anna Wintour, la rédactrice en chef du Vogue américain. Elle devient alors l'une des favorites d'Anna Wintour, et sera citée en tant que « mannequin à suivre ». 
Peu après, sa mère décide d'abandonner son travail afin de s'occuper de la carrière de sa fille. 
Chanel Iman défile ensuite à Milan et Paris et pose pour la marque Benetton.
En mai 2007, elle est en couverture du Vogue US où elle pose aux côtés des mannequins Hilary Rhoda, Caroline Trentini, Raquel Zimmermann, Sasha Pivovarova, Agyness Deyn, Coco Rocha, Jessica Stam, Doutzen Kroes et Lily Donaldson.
En 2008, elle apparaît dans les campagnes publicitaires de Gap, DKNY, Lord & Taylor, et fait la couverture du Vogue Corée, du Vogue Italia Beauty, de Muse magazine ainsi que de Time Style & Design.

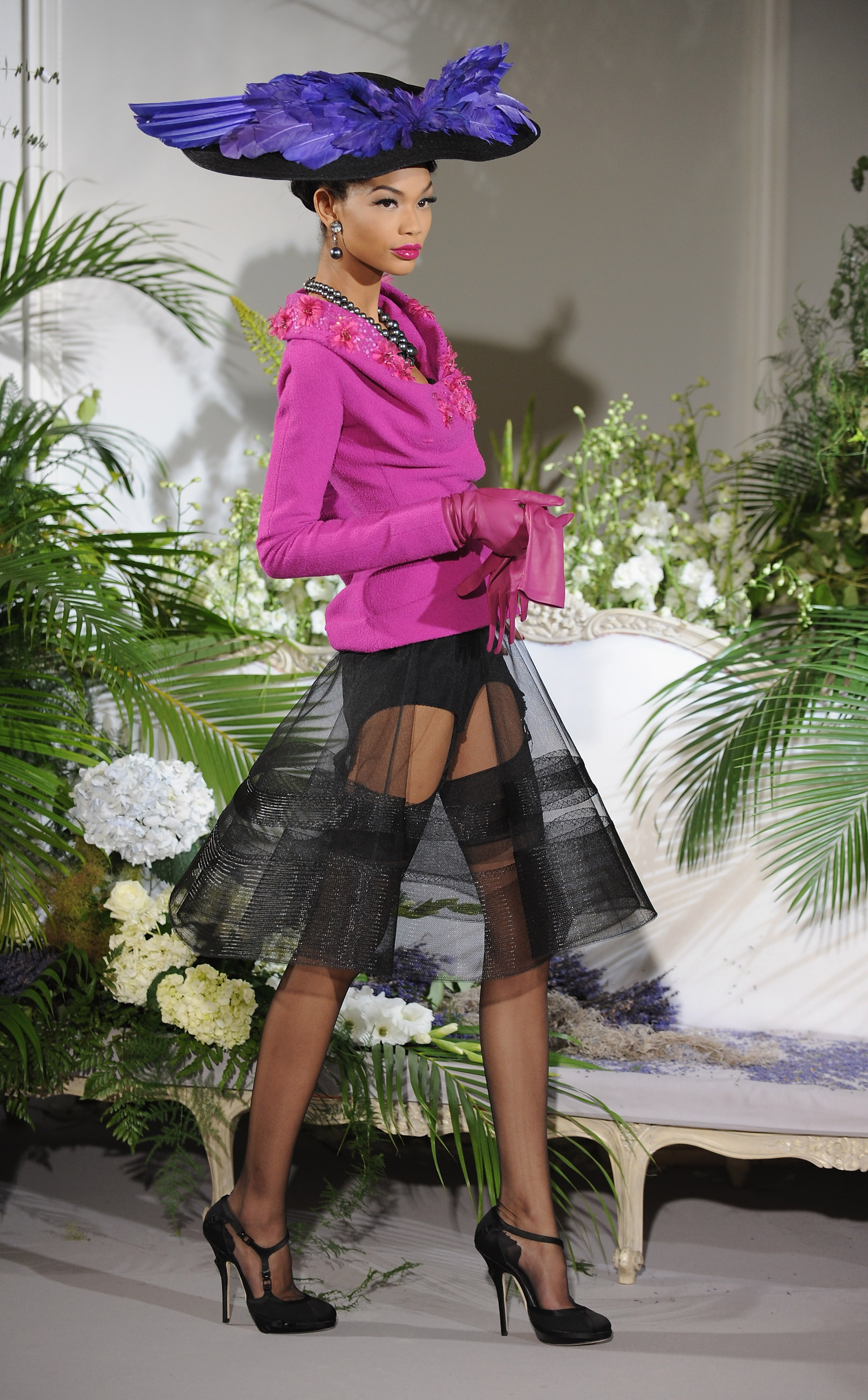
Chanel Iman défilant pour le défilé haute couture de Dior par John Galliano en 7 2009, chapeau par Stephen Jones.

En 2009, elle fait la une des magazines : Wish, Lula, i-D, Deutsch Magazine et pose à nouveau pour la marque DKNY ainsi que pour Express. Elle défile également pour la première fois pour Victoria's Secret.
En 2010, Chanel Iman est en couverture de Teen Vogue aux côtés de Jourdan Dunn, et aussi de Prestige, French, Flare, Elle, i-D et de Lula. La même année, elle devient le visage des campagnes publicitaires de Ralph Lauren, Express, Gap, Express Summer, Dsquared2, Rosa Cha et défile pour Tom Ford.
En 2011, elle devient l'égérie du parfum Be delicious de DKNY, fait la couverture du magazine Elle, et défile pour Bottega Veneta et Kanye West. Elle fera également la couverture du WSJ magazine.
En 2012, Chanel Iman apparaît dans les pages du catalogue Victoria's Secret et pose pour la campagne publicitaire Boss Black de Hugo Boss. Elle apparaît également en couverture du magazine L'Officiel (février).
En décembre 2013, elle apparaît avec les mannequins Joan Smalls et Jourdan Dunn dans le clip Yoncé de Beyoncé Knowles,.
En 2014, elle pose pour le magazine Sports Illustrated Swimsuit Issue.
En 2015, elle joue dans le film Dope et apparaît dans le clip Cant Feel My Face de The Weeknd.

### Vie privée
Elle a eu une relation avec le rappeur ASAP Rocky.
Le 3 mars 2018, Chanel Iman épouse Sterling Shepard à Los Angeles. Le 10 août 2018, elle donne naissance à une fille prénommée Cali Clay puis à sa deuxième fille Cassie Snow, le 17 décembre 2019.